# Riparo Tagliente
Riparo Tagliente (ital. riparo = Schutz, Unterstand; engl. Tagliente rockshelter) ist ein nördlich von Verona in Stallavena di Grezzana gelegener Abri, vor dem seit 1962 archäologische Ausgrabungen durchgeführt werden, die zahlreiche Artefaktfunde aus der Zeit des Mittel- und Jungpaläolithikums mit einem Alter zwischen 60.000 und 13.000 Jahren erbrachten. Aus dem Riparo Tagliente stammen die bislang ältesten Nachweise der Anwesenheit des Menschen nach dem Letzteiszeitlichen Maximum südlich der Alpen.

## Geographische Lage
Der Riparo Tagliente liegt an der linken, östlichen Flanke des Tals Valpantena in den Monti Lessini (Vizentiner Alpen) in Italien. Der Abri befindet sich am Fuß des Monte Tregnago auf einem Privatgrundstück, das unmittelbar an das Gewerbegebiet von Stallavena angrenzt und über die Via Tessare di Stallavena erschlossen ist.

## Topographie
Der rund 15 Meter breite Überhang in einer Felswand aus oolithischem Kalkstein öffnet nach Westen. Der weiteste Überhang beträgt heute noch ca. 5 m, die maximale Höhe etwa 4 m. Die Sedimente vor dem Abri hatten bei Beginn der Ausgrabungen eine Mächtigkeit von bis zu 4,6 m, unter dem Felsvorsprung sind sie zum großen Teil noch nicht ergraben, Stehhöhe gibt es dort nur an wenigen Stellen.
Das gesamte Areal ist überdacht und eingezäunt.

## Archäologische Untersuchungen

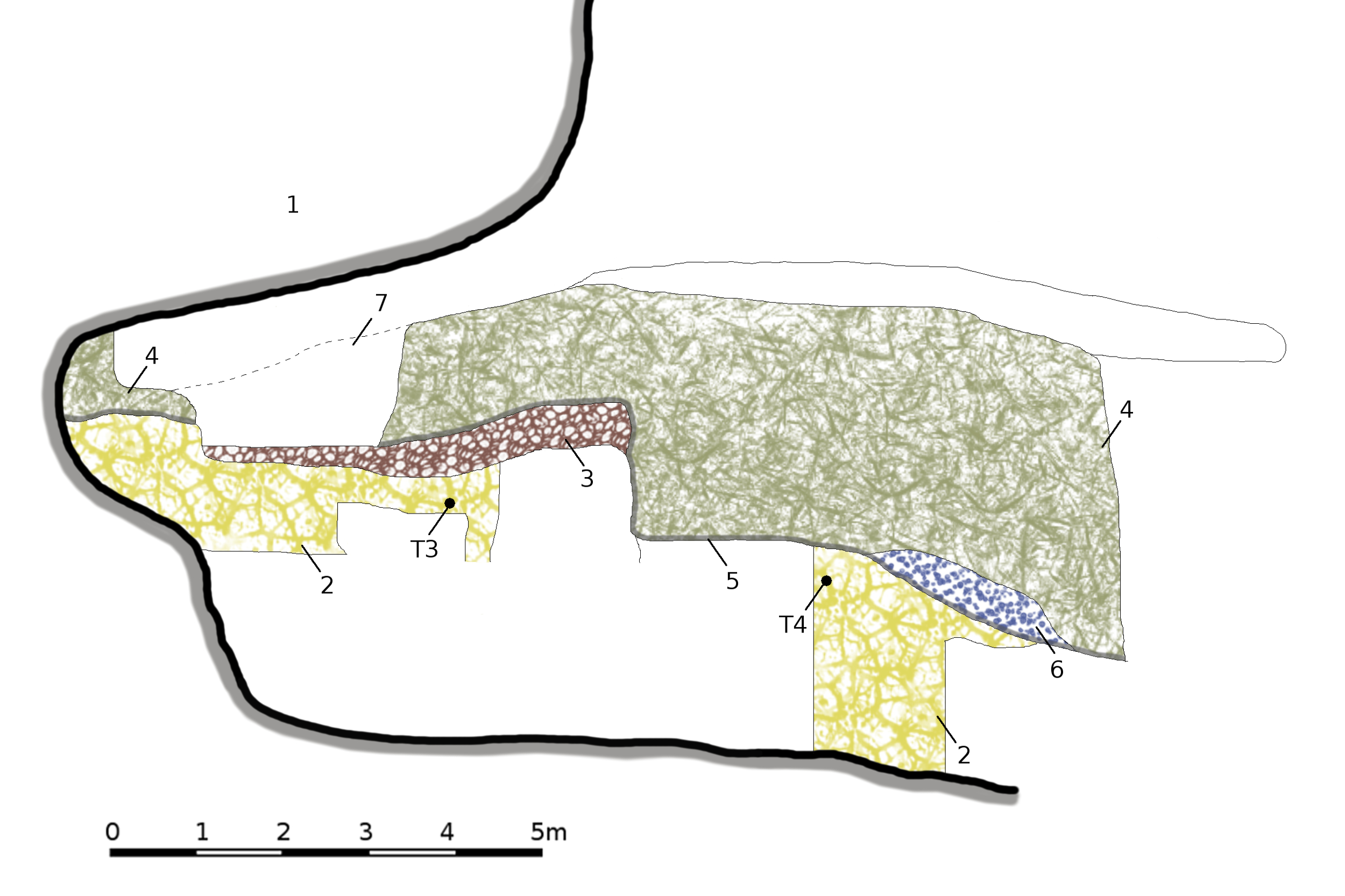
Tagliente Profil Tiefschnitt

Der Felsüberhang wurde 1958 von Francesco Tagliente (1918–2008) entdeckt, erste Ausgrabungen durch Franco Mezzena und Francesco Zorzi vom Nationalen Naturhistorischen Museum in Verona erfolgten zwischen 1962 und 1964. Seit 1967 werden die jährlich stattfindenden Grabungskampagnen von Mitarbeitern und Studenten der Universität Ferrara durchgeführt.
Die Fundschichten des Riparo Tagliente lassen sich in zwei Hauptphasen einteilen: die ältesten, moustérienzeitlichen Horizonte mit einer aufliegenden Schicht aus dem Aurignacien, und, durch eine Erosionsschicht getrennt, die oberen Straten, die in das späte
Epigravettien datieren. Die Grabungsflächen vor dem Abri sind durch zahlreiche große Gesteinsblöcke gestört, die von Felsstürzen während des Moustérien, Epigravettien und während des Holozäns vor rund 10.000 Jahren stammen. Bis Ende der 1970er Jahre konzentrierten sich die Forschungen auf einen im nördlichen Teil angelegten Tiefschnitt quer zur Längsachse des Abris und einen weiteren Schnitt im südlichen Teil unter dem Felsvorsprung. Seither wird überwiegend in einem 80 m² großen Bereich im nördlichen Teil des Abris gegraben.

### Epigravettien
Im Epigravettien wurde der Riparo Tagliente wiederholt und über längere Zeiträume von Jäger-Sammler-Gruppen als Behausung genutzt. Die Schichten vor dem Abri haben eine Mächtigkeit von bis zu 2 m, hier wurden Schlachtabfälle und die bei der Steinbearbeitung anfallenden Reste zu einem regelrechten Wall aufgehäuft. Unter dem Felsvorsprung beträgt die Schichtdicke nur noch 0,5 m. Dort wurden vermutlich im Mittelalter große Mengen Sediment abgegraben und mit ihnen auch Teile einer etwa 15.600 Jahre alten Bestattung ausgeräumt, deren Reste 1973 im südlichen Teil des Abris freigelegt wurden. Erhalten waren die Hand-, Bein- und Fußknochen sowie das Becken eines etwa 1,63 m großen und 20 bis 29 Jahre alten männlichen Individuums. Dem Grab lagen ein in Fragmenten erhaltenes Horn und ein Stein mit eingravierter Löwen- und Auerochsen-Darstellung bei.
Die rund 17.000 bis 14.500 Jahre alten Sedimente, Pollen und Faunareste der archäologischen Horizonte 17–13 zeigen die klimatischen Bedingungen einer kalten und trockenen Gebirgssteppe an. Gejagt wurden neben Steinbock, Gämse und Elch auch Kleinsäuger wie Murmeltier und Schneehase. In den oberen Horizonten 12–5 zeichnet sich der Beginn des Bölling-/Alleröd-Interstadials mit steigenden Temperaturen und einer mit Nadel- und Laubbäumen bestandenen Graslandschaft ab. Hauptbeutetiere waren nun Rothirsch, Reh und Wildschwein. Schnittspuren an Knochen von Wolf, Luchs und Vielfraß belegen, dass auch Raubtiere zerwirkt wurden. Fast 700.000 Knochenfragmente von zumeist ausgewachsenen Tieren wurden untersucht.
Das lithische Inventar umfasst je Horizont mehrere 10.000 Artefakte, überwiegend Klingen, Kerne, Schlagsteine und Abfallstücke. Die verwendeten Rohmaterialien stammen ausschließlich aus örtlichen Vorkommen in maximal 15 km Entfernung, zumeist handelt es sich um grauen Feuerstein aus einer bei Ceredo anstehenden Biancone-Formation.

### Moustérien
Aus den Fundschichten 37 und 36 stammen zwei menschliche Milchzähne und ein Fingerknochen eines kleinen Fingers, die dem Neandertaler zugewiesen werden. Bei den Zähnen handelt es sich um den zweiten rechten Milchmolar (Tagliente 3) aus dem Oberkiefer eines 9- bis 12-Jährigen und um den rechten unteren Eckzahn (Tagliente 4) eines etwa 6 Jahre alten Kindes.